# Без пукната пара
„Без пукната пара“ (на английски: 2 Broke Girls, буквално „2 разорени момичета“) е американски ситком, който започва излъчване на 19 септември 2011 г. по CBS.

## Герои
- Макс Блек – Макс е искрена и много дръзка като живота я е изправил пред какво ли не. Живее в апартамент в стар жилищен блок в Бруклин. Работи на две места – сервитьорка в ресторанта на Хан и детегледачка на Пийч.
- Керълайн Чанинг – Керълайн е типичното разглезено момиче от Манхатън. След като баща ѝ влиза в затвора и цялото им имущество се конфискува, Керълайн се принуждава да започне работа като сервитьорка в ресторанта на Хан. Макс я приема в дома си като съквартирантка.
- Ърл
- Олег
- Хан Лий
- Софи Качински

## „Без пукната пара“ в България
В България сериалът започва излъчване на 27 май 2014 г. по bTV Comedy, всеки делник от 23:30 с повторение от 15:00, а от 30 май от 15:30. На 2 юли започва втори сезон със същото разписание. На 30 ноември 2015 г. започва трети сезон, всеки делник от 21:30 с повторение от 16:30. Четвърти сезон също е излъчен. Пети сезон започва на 27 юли 2017 г. от 21:45, всеки делник от 21:30 по два епизода. В началото на юли 2018 г. започва шести сезон, всеки делник от 22:00 по два епизода. Дублажът на първи сезон е на студио Доли.
На 31 юли 2016 г. започва повторно по Fox, всяка неделя от 10:30.
През 2018 г. започва повторно по Fox Life, всяка събота и неделя от 09:10 по два епизода. Дублажът на първи и втори сезон е на студио Доли.
В първи сезон дублажът е на студио Доли, а от втори е на студио Медиа Линк. Ролите се озвучават от артистите Анна Петрова, Петя Миладинова, Албена Павлова от втори сезон, Емил Емилов, Владимир Колев и Тодор Георгиев в първи сезон. В някои епизоди Анна Петрова е заместена от Ива Апостолова. В дублажа на студио Доли по Фокс участват и шестимата артисти. Преводачи са Мариана Димитрова и Силвина Димитрова.